# Iván Cacho
Iván Cacho Isla (Pamplona, 9 de noviembre de 1974) es un político español, miembro del Partido Socialista Obrero Español (PSOE), actualmente concejal de Ansoáin y diputado en las Cortes Generales.

## Biografía
Nació en 1974 en Pamplona. Es diplomado en Relaciones Laborales y máster en prevención de riesgos laborales. Ha desempeñado toda su carrera profesional en la empresa KYB. Desde 2015 es concejal del Ayuntamiento de Ansoáin y desde 2021 forma parte de la Ejecutiva Regional del Partido Socialista de Navarra (PSN) como adjunto de organización de Pamplona y Comarca.
Desde junio de 2025 es diputado por la circunscripción electoral de Navarra, tras la renuncia al escaño de Santos Cerdán tras conocerse el informe de la UCO que le relacionaba con el Caso Ábalos.